# جوان مونتيردي
جوان مونتيردي (بالإسبانية: Joan Monterde)‏ هو لاعب كرة قدم إسباني، ولد في 18 ديسمبر 1997 في ساغونتو في إسبانيا.

## وصلات خارجية
- جوان مونتيردي على موقع قاعدة بيانات كرة القدم.إي يو (الإنجليزية)
- جوان مونتيردي على موقع Soccerway.com (الإنجليزية)